# روبن إس.
روبن إس. (بالإنجليزية: Robin S.)‏ هي مغنية مؤلفة وملحنة ومغنية أمريكية، ولدت في 27 أبريل 1962 في نيويورك في الولايات المتحدة.

## وصلات خارجية
- الموقع الرسمي
- روبن إس. على موقع ميوزك برينز (الإنجليزية)
- روبن إس. على موقع أول ميوزيك (الإنجليزية)
- روبن إس. على موقع ديسكوغز (الإنجليزية)